# Lymeon clavatorius
Lymeon clavatorius är en stekelart som först beskrevs av Fabricius 1804.  Lymeon clavatorius ingår i släktet Lymeon och familjen brokparasitsteklar. Inga underarter finns listade i Catalogue of Life.